# ويب فان

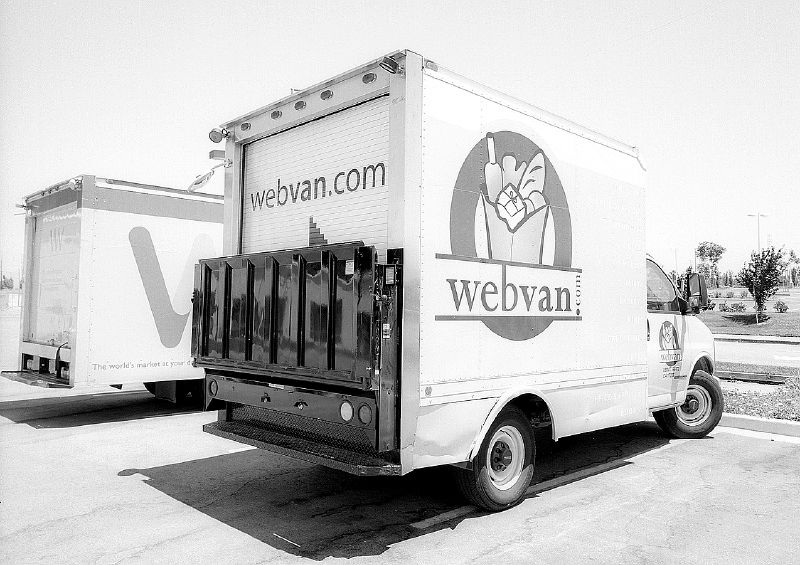
ويب فان

كانت شركة ويب فان (بالإنجليزية: Webvan) شركة دوت كوم وشركة بقالة أعلنت إفلاسها عام 2001 بعد 3 سنوات من التشغيل. كان مقرها الرئيسي في فوستر سيتي، كاليفورنيا، الولايات المتحدة. قامت بتوصيل المنتجات إلى منازل العملاء خلال فترة زمنية مدتها 30 دقيقة من اختيارهم. في ذروتها، قدمت الخدمة في عشر مناطق في الولايات المتحدة: منطقة خليج سان فرانسيسكو؛ دالاس؛ ساكرامنتو؛ سان دييغو؛ لوس أنجلوس؛ مقاطعة أورانج، كاليفورنيا؛ شيكاغو؛ سياتل؛ بورتلاند، أوريغون؛ وأتلانتا، جورجيا.  كانت الشركة تأمل في التوسع إلى 26 مدينة بحلول عام 2001.  بعد فترة طويلة من فشل ويب فان، نما مفهوم الشركات التي تقوم بتوصيل البقالة بسرعة كبيرة منذ عام 2020 تقريبًا، وكانت العديد من الشركات تتنافس على الأعمال من المتاجر المظلمة.

## تاريخها

شعار ويب فان كما يظهر على حاوية شحن يتيمة

تأسست شركة ويب فان في أوج فقاعة الدوت كوم عام 1996 على يد لويس بوردرز، الذي شارك أيضًا في تأسيس شركة Borders في عام 1971. 

### النمو
ضغط مستثمرو الشركة عليها لتنمو بسرعة كبيرة للحصول على ميزة المبادرة.  وقد تم الاستشهاد بهذا النمو السريع كأحد أسباب سقوط الشركة. بدأت شركة ويب فان في تلقي الطلبات في منطقة خليج سان فرانسيسكو في يونيو 1999.
قدمت شركة ويب فان طلب بقيمة مليار دولار أمريكي إلى شركة بكتل لبناء مستودعاتها، كما اشترت أسطول من شاحنات التوصيل. عام 2000 اشترت شركة ويب فان شركة HomeGrocer، وهي شركة منافسة كانت تخسر المال أيضا، مقابل 1.2 مليار دولار من الأسهم. في ذروتها عام 2000، حققت شركة ويب فان مبيعات بقيمة 178.5 مليون دولار، لكنها سجلت أيضا نفقات بقيمة 525.4 مليون دولار.

### التمويل
استثمرت كل من Benchmark Capital و Sequoia Capital وBorders مبلغ 3.5 مليون دولار في الشركة في جولة تمويل من الفئة A في عام 1997، حيث اشترت أسهمًا مقابل 9.58 دولارًا لكل سهم.  استثمرت شركة سيكويا لاحقًا 50 مليون دولار أخرى، واستثمرت شركة سوفت بنك كابيتال لاحقًا 160.3 مليون دولار، واستثمرت الذراع الاستثمارية لشركة جولدمان ساكس 50 مليون دولار.  استثمرت كل من شركة E-Trade وشركة Yahoo! مبلغ 10 ملايين دولار.  وفي المجمل، استثمر المستثمرون المغامرون أكثر من 396 مليون دولار في ويب فان.
جمعت الشركة مبلغًا إضافيًا قدره 375 مليون دولار في طرح عام أولي في نوفمبر 1999، خلال فقاعة الدوت كوم التي قدرت قيمة الشركة بأكثر من 4.8 مليار دولار.  حتى ذلك الوقت، أعلنت الشركة عن إيرادات تراكمية بلغت 395 ألف دولار وخسائر صافية تراكمية تجاوزت 50 مليون دولار. 

### الإدارة
لم يكن لدى أي من كبار المديرين التنفيذيين أو المستثمرين الرئيسيين في ويب فان أي خبرة إدارية في صناعة السوبر ماركت والاسواق التجارية، بما في ذلك الرئيس التنفيذي جورج شاهين، الذي استقال من منصبه كرئيس لشركة Andersen Consulting ( أكسنتشر الآن)، وهي شركة استشارات إدارية، للانضمام إلى المشروع. كان لدى شركة ويب فان عقد لدفع مبلغ 375000 دولار سنويًا مدى الحياة لشاهين، الذي تخلى عن راتب قدره 4 ملايين دولار سنويًا في شركة Andersen. عندما أعلنت الشركة إفلاسها في يوليو 2001، كان شاهين دائن غير مضمون.  استقال شاهين في أبريل 2001، بينما كانت الشركة على وشك الإغلاق. 

### الإفلاس
خسرت الشركة أكثر من 800 مليون دولار وأغلقت أبوابها في يونيو 2001، وأعلنت إفلاسها وتسريح 2000 موظف. وكجزء من عملية الإغلاق، تم التبرع بكل الأطعمة غير القابلة للتلف إلى بنوك الطعام المحلية.  

## أسباب الفشل

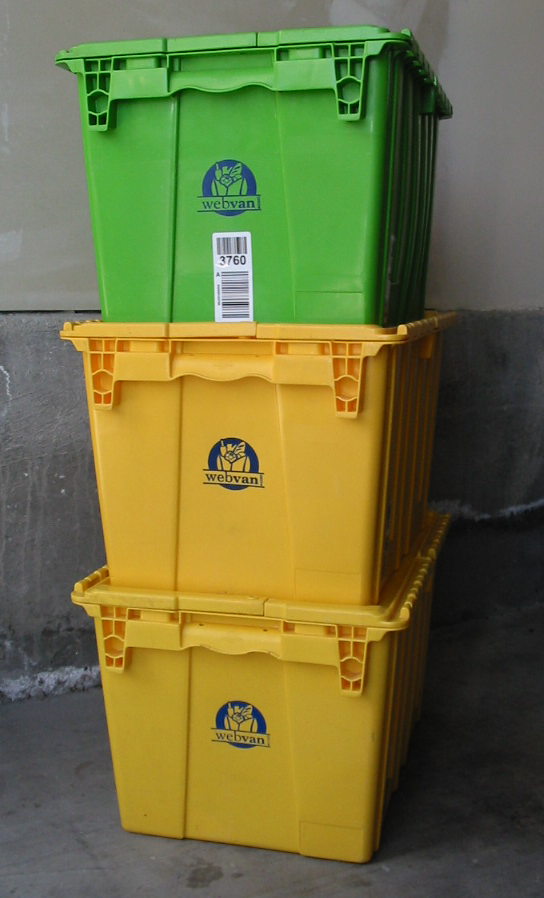
آلاف من أحواض ويب فان لا تزال صالحة للاستخدام كصناديق تخزين منزلية

يشير المعلقون إلى عدة أسباب لفشل ويب فان:
- التوسع السريع في العديد من المدن دون إثبات نموذج أعمالها في سوقها الأول [24]
- نموذج أعمال يستهدف المستهلكين في السوق الشامل الحساسين للسعر بدلاً من المستهلكين من ذوي الدخل المرتفع الذين قد يكونون أكثر ربحية [25]
- بناء مستودعاتها الخاصة وبنيتها الأساسية للإنجاز من الصفر،[7] على النقيض من الخدمات مثل Peapod التي نجت من انهيار الدوت كوم واستخدمت البنية الأساسية لمحلات السوبر ماركت الموجودة (كما فعلت Instacart لاحقًا)

## الإرث
يتم الآن استخدام عدد كبير من أحواض الشحن البلاستيكية الملونة من ويب فان لتخزين الأغراض المنزلية.  لا تزال شاحنات الشركة ذات الشكل المميز، والتي أعيد طلائها الآن، مرئية. ذهب بعض المديرين التنفيذيين للشركة للعمل في أمازون دوت كوم. منذ عام 2020 تقريبًا، تنافست العديد من الشركات على توفير خدمة توصيل فائقة السرعة، على غرار مفهوم ويب فان.